# Xyris metallica
Xyris metallica là một loài thực vật hạt kín trong họ Hoàng đầu. Loài này được Klotzsch ex Seub. miêu tả khoa học đầu tiên năm 1855.